# جیغ‌زدن (موسیقی)

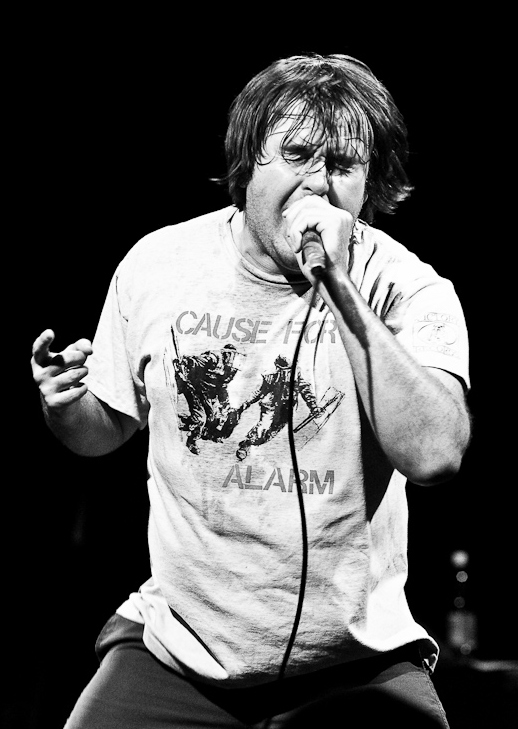
بارنی گرینوی حین‌اجرا با گروهٔ موسیقی گرایندکور نیپالم دث

جیغ‌زدن نوعی تکنیک و شیوهٔ خوانندگی گسترش‌یافته می‌باشد که در سبک‌های «پرخاشگری» موسیقی از قبیل هوی متال، پانک راک و موسیقی نویز محبوب است. همچنین این تکنیک در زیرسبک‌های افراطی‌تر هوی‌متال همچون دث و بلک متال و همچنین بسیاری زیرسبک‌های دیگر، رایج‌تر می‌باشد.